# Paris Football Club (femminile)
Il Paris Football Club, noto semplicemente come Paris FC, è una società calcistica femminile francese con sede nella città di Parigi, sezione dell'omonimo club maschile.
Fondata nel 2017, la squadra è attiva nella Division 1 Féminine, la massima serie del calcio femminile francese, fin dalla sua creazione, avvenuta attraverso l’assorbimento del Football Club Féminin Juvisy Essonne. Le partite casalinghe vengono disputate allo Stadio Sébastien Charléty, che dispone di una capienza di 20 000 posti.

## Storia
La squadra venne fondata il 6 luglio 2017, come sezione femminile del Paris Football Club, dopo aver acquisito il titolo sportivo del Juvisy Essonne féminine e adottandone la sede e i colori sociali; il club fu iscritto automaticamente alla Division 1 Féminine, la massima divisione del campionato femminile francese.
Il proprietario Pierre Ferracci confermò quasi del tutto la rosa del Juvisy Essonne, affidandone la conduzione tecnica a Pascal Gouzenes, già allenatore del vecchio club tra il 2013 e il 2015.
Nella stagione 2024-2025, il club raggiunge e vince per la prima volta la finale di Coppa di Francia, dopo aver battuto ai tiri di rigore il Paris Saint-Germain.

## Organico

### Rosa 2024-2025
Rosa, ruoli e numeri di maglia come da sito ufficiale, aggiornati al 23 agosto 2024.
| N. |                      | Ruolo | Calciatrice        |
| -- | -------------------- | ----- | ------------------ |
| 2  | Francia (bandiera)   | D     | Céline Ould Hocine |
| 3  | Francia (bandiera)   | D     | Lou Bogaert        |
| 4  | Slovenia (bandiera)  | C     | Kaja Korošec       |
| 5  | Australia (bandiera) | C     | Sarah Hunter       |
| 8  | Francia (bandiera)   | C     | Daphné Corboz      |
| 9  | Francia (bandiera)   | A     | Mathilde Bourdieu  |
| 10 | Francia (bandiera)   | A     | Clara Matéo        |
| 11 | Francia (bandiera)   | C     | Julie Dufour       |
| 15 | Francia (bandiera)   | C     | Margaux Le Mouël   |
| 16 | Nigeria (bandiera)   | P     | Chiamaka Nnadozie  |
| 17 | Francia (bandiera)   | C     | Gaëtane Thiney     |

| N. |                        | Ruolo | Calciatrice       |
| -- | ---------------------- | ----- | ----------------- |
| 18 | Francia (bandiera)     | D     | Melween N'Dongala |
| 19 | Francia (bandiera)     | D     | Théa Greboval     |
| 20 | Francia (bandiera)     | A     | Louna Ribadeira   |
| 21 | Francia (bandiera)     | C     | Maëlle Garbino    |
| 22 | Francia (bandiera)     | A     | Kessya Bussy      |
| 23 | Francia (bandiera)     | D     | Teninsoun Sissoko |
| 26 | Francia (bandiera)     | D     | Fiona Liaigre     |
| 29 | Stati Uniti (bandiera) | D     | Deja Davis        |
| 30 | Francia (bandiera)     | P     | Inès Marques      |
| 40 | Francia (bandiera)     | P     | Alizée Flagellat  |

## Palmarès

### Competizioni nazionali
- Coppa di Francia: 1

2024-2025